# Bouillé-Saint-Paul
Bouillé-Saint-Paul là một xã trong tỉnh Deux-Sèvres trong vùng Nouvelle-Aquitaine ở phía tây nước Pháp. Xã này nằm ở khu vực có độ cao trung bình 104 mét trên mực nước biển.